# Орасіо Етчегоєн
Ріка́рдо Ора́сіо Етчего́єн (ісп. Ricardo Horacio Etchegoyen, 13 січня 1919 — 2 липня 2016) — аргентинський психоаналітик, президент Міжнародної психоаналітичної асоціації (IPA) у 1993—1997 роках.

## Життя і кар'єра
Орасіо Етчегоєн народився у Великому Буенос-Айресі 1919 року. Його батько, лікар, помер, коли Орасіо було п'ять місяців. Навчався в Національному коледжі при Національному університеті Ла-Плати, підготовчій школі, а потім вступив до Університету Ла-Плати, отримавши ступінь з медицини 1948 року.
Під час навчання в університеті в 1940-х роках агітував за рух за університетську реформу, який мав на меті зміцнити світську освіту в Аргентині. Його аналізував Генріх Ракер, а психоаналітичне навчання в Аргентині він розпочав у Енріке Пічон-Рів'єра, Марі Лангер, Леона Грінберга та Хосе Блехера. Серед його значних впливів були роботи психоаналітикині Мелані Кляйн.
Етчегоєн займався приватною практикою в Ла-Платі, а також викладав у Національному університеті Куйо з 1957 по 1965 рік. Етчегоєн очолював кафедру психіатрії в університеті і отримав визнання Всесвітньої організації охорони здоров'я під час свого перебування на цій посаді. У 1966 році він переїхав до Лондона, де працював у відділенні для дорослих у знаменитій клініці Тавісток, де проходив аналіз у Дональда Мельцера. За рік він повернувся до Аргентини і приєднався до Аргентинської психіатричної асоціації, де з 1970 року проводив підвищення кваліфікації для докторантів у цій галузі.
Етчегоєн був першим латиноамериканським лікарем, який удостоївся честі бути обраним президентом Міжнародної психоаналітичної асоціації, і продовжував практикувати та брати участь у міжнародних конференціях до 2008 року.  1996 року він отримав премії Acadetius і Конекс, також був почесним доктором Університету Буенос-Айреса і почесним членов Спілки психоаналітиків Мендоси.
Етчегоєн помер у липні 2016 року у віці 97 років.

## Про психоаналітичну техніку
«Книга Р. Орасіо Етчегоєна, Основи психоаналітичної техніки (1991) безсумнівно, є роботою міжнародного рівня, представленою у формі добре дослідженого і добре написаного посібника, який легко читати і з яким легко консультуватися».
У ній Етчегоєн розглядає, як «на психоаналітичну техніку впливає широке розмаїття теоретичних точок зору… у всьому світі від Кляйн до Лакана… і підкреслює переваги та недоліки різних підходів у світлі власного клінічного досвіду».
Про зв'язок між теорією та практикою Етчегоєн писав: «Якщо ви хочете бути строгими в техніці, рано чи пізно ви зіткнетеся з питанням теорії, тому що, як стверджував Фрейд, вони завжди пов'язані як „Junktim“ — одне передбачає інше». Етчегоєн дійсно вважав, що «постійна взаємодія теорії та техніки властива психоаналізу… нерозривний союз».

## Про лаканіанців
У 1996 році Етчегоєн провів дискусію в Буенос-Айресі з Жаком-Аленом Міллером, видатним представником лаканіанського руху. Етчегоєн запросив Міллера на конгрес МПА 1997 року в Барселоні, де його коментарі з трибуни були зустрінуті теплими оплесками.
Здатність Етчеґоєна налагоджувати мости з лаканіанцями була передбачена ще в його «Основах», де він неупереджено і неполемічно обговорював лаканівські концепції.

## Критика
Існує припущення, що «впливову книгу Етчегоєна (1991) „Основи психоаналітичної техніки“ можна розглядати як спробу пропрацювати його (часто суперечливі) почуття щодо двох основних впливів на його власний професійний розвиток — Мелані Кляйн, його основної теоретичної натхненниці, і Генріха Ракера, його першого аналітика та наставника», чия робота з переносу/контрпереносу є попередником інтерсуб'єктивного психоаналізу: "Відхід Етчеґоєна від впливу Ракера до консервативної кляйніанської «психології однієї особи» виглядав би тоді як певний ретроградний крок.
Увага Етчеґоєна до певної подібності між вербалізацією аналізанта в психоаналітичному процесі та так званою ейдетичною редукцією Гуссерля свідчить про його постійну чутливість до феноменологічних аспектів взаємодії пацієнта та аналітика.

## Роботи

### Книги
- 1991 Основи психоаналітичної техніки

### Очерки
- 1960 Коментарі до аналізу психопата
- 1969 Перший психоаналітичний сеанс[16]
- 1970 Жіноча гомосексуальність: динамічні аспекти відновлення[17]
- 1973 Замітка про ідеологію та психоаналітичну техніку[18]
- 1976 Психоаналітичний «тупик» і стратегії его[19]
- 1977 Збочення перенесення. Теоретико-технічні аспекти[20]
- 1978 Кілька думок про збочення перенесення[21]
- 1978 Форми перенесення[22]
- 1979 Regression and Reframe[23]
- 1979 Вступ до іспанської версії[24]
- 1981 Нотатки до історії англійської школи психоаналізу[25]
- 1981 Достовірність переносної інтерпретації в «тут і зараз» для реконструкції раннього психічного розвитку[26]
- 1981 Приклади та альтернативи інтерпретаційної роботи[27]
- 1982 До п'ятдесяти років мутативного тлумачення[28]
- 1983 Insight[29]
- 1985 Стилі інтерпретації[30]
- 1988 Роздуми про перенесення[31]
- 1999 Есе про психоаналітичну інтерпретацію[32]